# Francesco Albani
Pour les articles homonymes, voir Albane, Francesco Albani (cyclisme) et Albani.
Cet article concerne un peintre italien. Pour le coureur cycliste italien, voir Francesco Albani (cyclisme).
Francesco Albani, dit l’Albane, né le 17 août 1578 à Bologne, en Émilie-Romagne, et mort dans la même ville le 4 octobre 1660 est un peintre, fresquiste et dessinateur italien baroque.
Il fut surnommé le « peintre des Grâces » ou encore « l’Anacréon de la peinture ».

## Biographie
Né à Bologne en 1578, d’un marchand de soieries et mort en 1660, à 82 ans, Francesco Albani débuta dans sa ville natale avec le maniériste Denis Calvaert. Il rejoint vers 1595 l'Académie des Incamminati fondée par les Carrache. L'influence de Ludovico se ressent surtout dans les fresques du palais Fava en 1598 (ignudi et frise mythologique) et à l’oratoire de San Colombano en 1600 (Apparition du Christ ressuscité à la Vierge, Repentir de saint Pierre).
En 1601, il alla à Rome où il assiste Annibal Carrache dans quelques-unes de ses œuvres importantes telles que les fresques de Saint-Jacques-des-Espagnols et les Lunettes Aldobrandini de la Galerie Doria-Pamphilj. 
Il fit la rencontre de Guido Reni et du Dominiquin avec qui il travaille à San Domenico (Mystères du Rosaire). 
De retour à Bologne en 1614, il y travaillera de façon pratiquement ininterrompue, exécutant des retables pour les églises de la ville. Son talent déclina dans la seconde moitié de sa vie. 
Giovanni Maria Galli da Bibbiena et Girolamo Bonini ont été ses élèves.

## Œuvre
Il a traité autant de sujets mythologiques et allégoriques que de sujets pieux, et il a écrit sur son art. Il a peint dans un style classique gracieux des compositions mythologiques ou allégoriques privilégiant les formats ronds ou ovales. Son style léger, caractérisé par la présence de nymphes et de putti, jeunes angelots nus, souriants dans des paysages idéaux, inspira jusqu’aux peintres du XVIIIe siècle.
Parmi ses œuvres principales, on distingue :
- Les Amours de Vénus et d’Adonis, gravés par Audran ;
- La Toilette et le triomphe de Vénus ;
- Les Quatre Éléments ;
- Histoire de Vénus (1621-1633) huiles sur toile pour la Villa Favorita du duc de Mantoue ;
- À Orléans au musée des Beaux-Arts: Vénus et l’Amour, huile sur bois, 15 x 20 cm (ovale) (disparu durant la Seconde Guerre mondiale)[3].
- À Paris au musée du Louvre :
  - Actéon métamorphosé en Cerf (vers 1617), attribution, huile sur cuivre, 52 × 61 cm, musée du Louvre ;
  - La Toilette de Vénus, 202 × 252 cm[4] ;
  - Le Repos de Vénus et de Vulcain, 203 × 252 cm[5] ;
  - Les Amours désarmés, 202 × 250 cm[6] ;
  - Adonis conduit près de Vénus par les Amours, 203 × 252 cm[7] ;
  - Apollon et Daphné, vers 1615-1620, huile sur cuivre, 17 x 35 cm[8] ;
- L'Enlèvement d'Europe (1630), huile sur toile, 76 × 97 cm, Florence, musée des Offices[9] ;
- Danse d'Amours (vers 1630), huile sur cuivre, 32 × 41 cm, Florence, musée des Offices[10] ;
- La Sainte Famille, vers 1640-1641, huile sur toile, 7 320 × 198 cm, Dijon, musée des Beaux-Arts de Dijon ;
- Vénus et Cupidon (1640-1645), huile sur cuivre, 30 × 39 cm, Londres, Wallace Collection[11].

### Peintures
| Tableau             | Titre | Date               | Dimensions       | Lieu de conservation                                                      | Notes                 |
| ------------------- | --- | ------------------ | ---------------- | ------------------------------------------------------------------------- | --------------------- |
|                     | Latone et les paysans lyciens | vers 1604          | 75 x 69,5 cm     | musée des Beaux-Arts, Dole (Dépôt) musée du Louvre                        | Notice no M0347000078 |
|                     | La Sainte Famille avec les Anges | vers 1608-1610     | 36,2 x 27,3 cm   | musée des Beaux-Arts, Boston                                              | Notice                |
|                     | Loth et ses filles | vers 1615          | 42,5 x 84,5 cm   | musée Fabre, Montpellier                                                  |                       |
|                     | Salmacis et Hermaphrodite | entre 1615 et 1620 | 19 x 14 cm       | musée du Louvre, Paris                                                    | Notice no 000PE024662 |
|                     | L'Annonciation | vers 1620          | 19 x 14 cm       | musée des Beaux-Arts, Dijon (Dépôt) musée du Louvre                       | Notice no 00000102955 |
|                     | Le Bain de Vénus | 1620               | 154 cm           | Galerie Borghèse, Rome                                                    |                       |
|                     | Madeleine en prière | entre 1620 et 1630 | 81 x 70 cm       | musée Condé, Chantilly                                                    | Notice no 00000077359 |
|                     | Le Christ apparaissant à la Madeleine | entre 1620 et 1625 | 19 x 14 cm       | musée du Louvre, Paris                                                    | Notice no 000PE024654 |
|                     | La Danse des Amours | entre 1620 et 1630 | 90 x 114 cm      | pinacothèque de Brera, Milan                                              |                       |
|                     | Adonis conduit près de Vénus par les Amours, dit aussi à tort L'Eau                                                                              | entre 1621 et 1633 | 203 x 252 cm     | musée du Louvre, Paris                                                    | Notice no 000PE024649 |
|                     | Les Amours désarmés, dit aussi à tort La Terre                                                                                                   | entre 1621 et 1633 | 202 x 251 cm     | musée du Louvre, Paris                                                    | Notice no 000PE024650 |
|                     | Le Repos de Vénus et de Vulcain, ou Vénus ordonne aux amours de forger de nouveaux traits pour blesser le cœur d'Adonis, dit aussi à tort Le Feu | entre 1621 et 1633 | 202 x 252 cm     | musée du Louvre, Paris                                                    | Notice no 000PE024651 |
|                     | La Toilette de Vénus, dit aussi à tort L'Air | entre 1621 et 1633 | 202 x 252 cm     | musée du Louvre, Paris                                                    | Notice no 000PE024652 |
|                     | L'Annonciation | entre 1625 et 1630 | 57 x 43 cm       | musée des Beaux-Arts, Dijon (Dépôt) musée du Louvre                       | Notice no 01370006273 |
|                     | L'Annonciation | vers 1630          | 62 x 47 cm       | musée de l'Ermitage, Saint-Pétersbourg                                    | Notice                |
|                     | La Prédication de saint Jean-Baptiste | entre 1630 et 1635 | ? cm             | musée des Beaux-Arts, Lyon                                                |                       |
|                     | Vénus et Adonis | entre 1630 et 1640 | 45 x 60 cm       | musée du Louvre, Paris                                                    | Notice no 000PE024663 |
|                     | Saint François d'Assise en oraison devant un crucifix                                                                                            | entre 1630 et 1660 | 18,3 x 14,4 cm   | musée du Louvre, Paris                                                    | Notice no 000PE024653 |
|                     | La Sainte Famille | entre 1630 et 1650 | 57 x 43 cm       | musée des Beaux-Arts, Besançon                                            | Notice no 00000102957 |
|                     | Vénus entouré de nymphes et de cupidons | vers 1633          | 114 x 171 cm     | musée du Prado, Madrid                                                    | Notice                |
|                     | Cybèle et les Saisons ou l'Allégorie de la Terre                                                                                                 | vers 1635          | 85,8 x 100 cm    | château de Fontainebleau, Fontainebleau                                   | Notice no 5013M000010 |
|                     | Apollon et Mercure ou l'Allégorie de l'Air | vers 1635          | 86,5 x 112,5 cm  | château de Fontainebleau, Fontainebleau                                   | Notice no 50130000006 |
|                     | Le Repos pendant la fuite en Égypte | avant 1637         | 76 x 95 cm       | château de Fontainebleau, Fontainebleau                                   | Notice no 50130000008 |
|                     | La Fécondité, dit aussi La Charité | vers 1640          | 49 x 57 cm       | palais du Luxembourg, Paris (Dépôt) musée du Louvre                       | Notice no 00000102960 |
|                     | La Sainte Famille | 1640-1641          | 320 x 198 cm     | musée des Beaux-Arts, Dijon                                               | Notice no 01370006048 |
|                     | La Vierge visitée par les Anges pendant la fuite en Égypte                                                                                       | entre 1645 et 1650 | 75 x 95 cm       | château de Fontainebleau, Fontainebleau                                   | Notice no 50130000009 |
|                     | La Sainte Famille avec sainte Élisabeth et saint Jean-Baptiste                                                                                   | entre 1645 et 1650 | 58 x 43,5 cm     | musée des Beaux-Arts, Besançon                                            | Notice no M0332001198 |
|                     | Le Jugement de Paris | 1650-1660          | 113 x 171 cm     | musée du Prado, Madrid                                                    | Notice                |
|                     | Le Père éternel et l'ange Gabriel | 1650-1660          | 32 x 42 cm       | musée Paul-Valéry, Sète (Dépôt) musée du Louvre                           | Notice no 00000102956 |
|                     | Actéon métamorphosé en cerf | XVIIe siècle       | 52 x 61,5 cm     | musée du Louvre, Paris                                                    | Notice no 000PE024660 |
|                     | Actéon métamorphosé en cerf | XVIIe siècle       | 77 x 99 cm       | musée du Louvre, Paris                                                    | Notice no 000PE024661 |
| disparu depuis 1918 | L'Âge d'or | XVIIe siècle       | 95 x 133 cm      | musée de la Chartreuse de Douai, Douai dernier lieu connu                 | Notice no 06190000012 |
| disparu depuis 1918 | Adam et Ève chassés du Paradis Terrestre | XVIIe siècle       | ? cm             | musée de la Chartreuse de Douai, Douai dernier lieu connu                 | Notice no 06190006190 |
|                     | Amour endormi | XVIIe siècle       | 91,5 x 130,5 cm  | musée national de Varsovie, Varsovie                                      | Notice                |
|                     | L'Annonciation | XVIIe siècle       | 16,7 x 22,2 cm   | musée Thomas-Henry, Cherbourg-Octeville                                   | Notice no 06770000040 |
|                     | L'Annonciation | XVIIe siècle       | 35 x 27 cm       | musée d'Art et d'Histoire Romain Rolland, Clamecy (Dépôt) musée du Louvre | Notice no 00000102961 |
|                     | Apollon et Daphné | XVIIe siècle       | 17,5 x 35,57 cm  | musée du Louvre, Paris                                                    | Notice no 000PE024647 |
|                     | Autoportrait (attribution) | XVIIe siècle       | 47,7 x 36,8 cm   | localisation inconnue                                                     |                       |
|                     | Le Bain de Diane | XVIIe siècle       | 40,9 x 55,7 cm   | musée des Beaux-Arts, Rennes                                              | Notice no 00000096555 |
|                     | Bellone | XVIIe siècle       | 100 x 74 cm      | musée Ingres-Bourdelle, Montauban                                         | Notice no 06070000046 |
|                     | Le Christ en croix | XVIIe siècle       | ? cm             | musée Saint-Loup, Troyes                                                  | Notice no 000PE032185 |
|                     | La Circoncision | XVIIe siècle       | 153,5 x 116,5 cm | musée Thomas-Henry, Cherbourg-Octeville                                   | Notice no 06770000041 |
|                     | La Déploration du Christ | XVIIe siècle       | 43,7 x 31,7 cm   | musée du Louvre, Paris                                                    | Notice no 000PE024646 |
|                     | Jésus-Christ servi par les anges | XVIIe siècle       | 40 x 55 cm       | musée de Grenoble, Grenoble                                               | Notice no 09940004670 |
|                     | Moïse sauvé des eaux | XVIIe siècle       | ? cm             | musée Malraux, Le Havre                                                   | Notice no 07200000024 |
|                     | Noli me tangere | XVIIe siècle       | 55,6 x 43,5 cm   | musée des Beaux-Arts, Chambéry                                            | Notice no 10500000057 |
|                     | Le Repos de la Sainte Famille durant la fuite en Égypte                                                                                          | XVIIe siècle       | 59,3 x 48 cm     | musée de Tessé, Le Mans                                                   | Notice no 07700000207 |
|                     | Le Repos de la Sainte Famille durant la fuite en Égypte                                                                                          | XVIIe siècle       | 81 x 97 cm       | musée de Tessé, Le Mans                                                   | Notice no 07700000239 |
|                     | La Sainte Famille dans un paysage | XVIIe siècle       | 34 x 43 cm       | musée de Grenoble, Grenoble                                               | Notice no 09940004669 |
|                     | Tête de Vierge | XVIIe siècle       | 33 x 25 cm       | musée des Beaux-Arts, Caen                                                | Notice no 000PE021395 |
| détruit             | Ulysse chez Circé | XVIIe siècle       | 45 x 57 cm       |                                                                           | Notice no 00000102959 |
|                     | Extase de Marie Madeleine | XVIIe siècle       | 25,8 × 34 cm     | Musée de la civilisation, collection du Séminaire de Québec               | 1991.546              |
|                     | L'Enfant Jésus | XVIIe siècle       | 58,9 × 43,7 cm   | Musée de la civilisation, collection du Séminaire de Québec               | 1991.397              |
|                     | La religion et le temps | XVIIe siècle       | 91,3 × 169 cm    | Musée de la civilisation, collection du Séminaire de Québec               | 1991.532              |